# MODY-диабет
Сахарный диабет взрослого типа у молодых (диабет типа Mason), более известный как MODY-диабет (от англ. maturity onset diabetes of the young) — термин, описывающий несколько схожих по протеканию форм диабета с аутосомно-доминантным типом наследования. Исторически термином MODY обозначали разновидность диабета, при которой заболевание обнаруживается в молодом возрасте, а протекает мягко, подобно «взрослому» диабету второго типа, но зачастую без снижения чувствительности к инсулину. С углублением знаний определение MODY-диабета сузилось, и в новой этиологически-обоснованной классификации MODY относят к типам диабета «связанным с генетическим дефектом функционирования бета-клеток», с разбивкой на подтипы в соответствии с конкретным поражённым геном (MODY1—MODY14).
Наиболее частые подтипы MODY-диабета: MODY2 и MODY3. MODY2 — следствие гетерозиготной мутации гена, кодирующего глюкокиназу (нормальное функционирование глюкокиназы в бета-клетках островков Лангерганса необходимо для нормальной секреции инсулина).
Впервые термин «диабет зрелого типа у молодых» и сокращение MODY были придуманы в 1975 году для определения малопрогрессирующего семейного диабета у молодых пациентов. Это сборная группа генетических заболеваний с нарушенной функцией бета-клеток поджелудочной железы, выделяющих инсулин. Точная цифра распространенности MODY-диабета неизвестна, но ориентировочно это до 2-5 % всех пациентов с сахарным диабетом.